# Ole Christian Wendel
Pour les articles homonymes, voir Wendel.
Ole Christian Wendel, né le 24 janvier 1992 à Oslo, est un spécialiste norvégien du combiné nordique. Champion du monde junior en 2010, il s'est retiré de la compétition un an plus tard à l'âge de 19 ans.

## Carrière
Licencié au Heming IL, il fait ses débuts en Coupe du monde B en 2007. En 2008, il participe à ses premiers Championnats du monde junior et y décroche la médaille de bronze dans l'épreuve par équipes.
En 2009, il remporte deux manches de la Coupe continentale à Klingenthal puis à Bischofshofen. Il remporte ensuite deux médailles aux Championnats du monde junior : le bronze en individuel (10 km) et l'or par équipes. Au niveau national, il est champion junior en combiné nordique, saut à ski et ski de fond.
Il prend part à sa première épreuve de Coupe du monde en mars 2009 à Lahti et signe une 16e place.
Il entame la saison 2009-2010 directement dans le groupe de la Coupe du monde, avant d'obtenir son meilleur résultat à Val di Fiemme en janvier 2010 avec une huitième place en Gundersen. Le 29 janvier, il devient champion du monde junior en individuel à Hinterzarten. Il finit la Coupe du monde au 38e rang au général.
Il est sélectionné pour les Jeux olympiques d'hiver de 2010 à Vancouver, mais malade, il est contraint de rentrer à la maison sans pouvoir concourir.
Alors que beaucoup d'espoirs sont fondés sur lui, il se retire à l'issue de la saison 2010-2011. Cette décision s'explique par une baisse soudaine de motivation liée à divers soucis tels que la mononucléose contractée avant les Jeux olympiques de Vancouver, une lourde chute à Lillehammer ou encore des résultats insatisfaisants (notamment à Holmenkollen). Il souhaite se consacrer à ses études de médecine, sans exclure un éventuel retour.

## Palmarès

### Coupe du monde
- Meilleur classement général : 38e en 2010.
- Meilleur résultat individuel : 8e.

### Championnats du monde junior
- Médaille d'or par équipes en 2009
- Médaille d'or en individuel (10 km) en 2010
- Médaille d'argent par équipes en 2010
- Médaille de bronze par équipes en 2008
- Médaille de bronze en individuel (10 km) en 2009

### Coupe continentale
- 2 victoires.